# Dorfschule Landgrafroda
Die Dorfschule Landgrafroda ist ein denkmalgeschütztes Gebäude im Ortsteil Landgrafroda in der Stadt Querfurt in Sachsen-Anhalt. Im örtlichen Denkmalverzeichnis ist das Gebäude unter der Erfassungsnummer 094 20989 als Baudenkmal verzeichnet.
Das Gebäude mit der Adresse Mittelstraße 1 in Landgrafroda unterscheidet sich vom Aussehen kaum von den alten Bauernhäusern des Ortes. Das Fachwerkhaus wurde 1824 errichtet und über mehrere Jahre als Schule genutzt. Das Gebäude steht südlich der Kirche des Ortes.